# フリードリヒ・クリスティアン (ザクセン選帝侯)
フリードリヒ・クリスティアン（Friedrich Christian, 1722年9月5日 - 1763年12月17日）は、ザクセン選帝侯（在位：1763年）。フリードリヒ・アウグスト2世（ポーランド王アウグスト3世）と神聖ローマ皇帝ヨーゼフ1世の皇女マリア・ヨーゼファの三男で、全名はフリードリヒ・クリスティアン・レオポルト・ヨハン・ゲオルク・フランツ・クサーヴァー（Friedrich Christian Leopold Johann Georg Franz Xaver）。

## 生涯
生まれつき病弱で、片足が不自由だったため車椅子を使っていた。母マリア・ヨーゼファはフリードリヒ・クリスティアンよりその弟たちに選帝侯位を継がせようとしたが、結局1763年10月5日にフリードリヒ・アウグスト2世が死去すると、フリードリヒ・クリスティアンが選帝侯位に即いた。即位してすぐ、ザクセンの財政を破綻させ、国を七年戦争に巻き込んだ不人気な大臣ハインリヒ・フォン・ブリュール伯爵を解任した。ハインリヒは10月に亡くなったが、フリードリヒ・クリスティアンも天然痘に罹り、同年12月17日にドレスデンで急死した。フリードリヒ・クリスティアンの遺体はドレスデン宮廷教会に葬られた。長男のフリードリヒ・アウグスト3世が選帝侯位を嗣いだが、13歳と年少のため、王妃のマリア・アントーニアとフリードリヒ・クリスティアンの弟フランツ・クサーヴァーが摂政を務めた。

## 子女
1747年に従妹にあたる神聖ローマ皇帝兼バイエルン選帝侯カール7世の皇女マリア・アントーニア（1724年 - 1780年）と結婚し、以下の子供をもうけた。
- 子（1748年6月9日、誕生後すぐに死去）
- フリードリヒ・アウグスト1世（1750年 - 1827年）、ザクセン選帝侯、後にザクセン王、ワルシャワ公
- カール（1752年 - 1781年）
- ヨーゼフ（1754年 - 1763年）
- アントン（1755年 - 1836年）、ザクセン王
- マリア・アマーリア（1757年 - 1831年）、プファルツ＝ツヴァイブリュッケン公カール3世アウグスト妃
- マクシミリアン（1759年 - 1838年）
- マリア・アンナ（1761年 - 1820年）
- 子（1762年、死産）